# Phân bộ Cá thu ngừ
Phân bộ Cá thu ngừ (tên khoa học: Scombroidei) là một phân bộ trong bộ Cá vược (Perciformes) truyền thống – bộ cá có số lượng loài lớn nhất.

## Phân loại
Theo phân loại truyền thống, phân bộ này bao gồm các họ sau:
- Sphyraenidae: cá nhồng.
- Gempylidae: cá thu rắn.
- Trichiuridae: cá hố.
- Scombridae: cá thu, cá ngừ.
- Xiphiidae: cá kiếm.
- Istiophoridae: cá cờ.

Tuy nhiên, trong phân loại gần đây, Betancur et al. (2013, 2014) đã tách phân bộ này ra và chia vào các nhóm khác nhau. Cụ thể như sau:
- Loạt Carangaria
  - Cấp bộ vị trí không chắc chắn (incertae sedis)
    - Sphyraenidae

  - Bộ Istiophoriformes
    - Xiphiidae
    - Istiophoridae

Ba họ còn lại thuộc về bộ mới lập Scombriformes của loạt Pelagiaria.
- Gempylidae
- Trichiuridae
- Scombridae

Bộ Scombriformes còn bao gồm các họ sau:
- Toàn bộ phân bộ Stromateoidei của bộ Perciformes truyền thống.
  - Amarsipidae
  - Ariommatidae
  - Centrolophidae
  - Nomeidae
  - Stromateidae
  - Tetragonuridae
- Phân bộ Icosteoidei (chỉ chứa 1 họ) của bộ Perciformes truyền thống.
  - Icosteidae
- Phân bộ Scombrolabracoidei (chỉ chứa 1 họ) của bộ Perciformes truyền thống.
  - Scombrolabracidae
- Một phần liên họ Percoidea trong phân bộ Percoidei của bộ Perciformes truyền thống.
  - Arripidae
  - Bramidae
  - Caristiidae
  - Pomatomidae
  - Scombropidae
- Một phần phân bộ Trachinoidei của bộ Perciformes truyền thống.
  - Chiasmodontidae

Tuy nhiên, mối quan hệ liên họ trong bộ Scombriformes là mong manh; việc xếp các họ cá dạng cá thu ngừ thành các phân bộ nhằm bảo toàn các tên gọi truyền thống (như Scombroidei, Stromateoidei, Icostoidei v.v.) hoặc tách chúng ra thành các bộ mới đòi hỏi thêm các công trình nghiên cứu mới.